# Яковлева, Нелли Ильинична
Нелли Ильинична Яковлева (укр. Неллі Іллівна Яковлєва; род. 21 июня 1985 года, Новосибирск, Россия) — украинский политический аналитик, специалист в области конфликтного менеджмента.
Народный депутат Украины IX созыва.

## Биография
Окончила философский факультет Киевского национального университета имени Тараса Шевченко (специальность «Политология»). Магистр политологии.
Кандидат политических наук (тема диссертационного исследования: «Пропаганда как составляющая политической коммуникации»).
Управляющий партнер компании Ukrainian Politconsulting Group. Преподает в Киевском политехническом институте.
Работает в политической сфере с 2004 года. Яковлева занимала должности в политических партиях, общественных и благотворительных организациях.

## Политическая деятельность
Кандидат в народные депутаты от партии «Слуга народа» на парламентских выборах 2019 года, № 113 в списке. На время выборов: преподаватель Национального технического университета Украины «Киевский политехнический институт имени Игоря Сикорского», беспартийная. Проживает в Киеве.
Заместитель председателя Комитета Верховной Рады по правам человека, деоккупации и реинтеграции временно оккупированных территорий в Донецкой, Луганской областях и Автономной Республики Крым, города Севастополя, национальных меньшинств и межнациональных отношений, председатель подкомитета по вопросам гендерного равенства и недискриминации.
Член Украинской части межпарламентской ассамблеи Парламента Грузии, Парламента Республики Молдова и Верховной Рады Украины.